# Bertha Bracey
Bertha Lilian Bracey (Bournville, 1893 – 1989) è stata un'insegnante britannica e operatrice umanitaria di religione quacchera che ha organizzato sia il soccorso che il rifugio per gli europei colpiti dai disordini prima, durante e dopo la seconda guerra mondiale: tra questi vanno inclusi i molti bambini ebrei minacciati dall'Olocausto e salvati nell'operazione nota come Kindertransport. Nel 2010 è stata riconosciuta come eroe britannico dell'Olocausto.

## Biografia

### Primi anni e istruzione
Suo padre lavorava per il produttore di cioccolato Cadbury nel loro villaggio di Bournville; sua madre era Annie Miles. Ha frequentato l'Università di Birmingham e, dopo la laurea, ha lavorato nel personale scolastico e come insegnante per cinque anni.

### Opere di soccorso
È entrata a far parte della Società degli amici, meglio nota con il nome di quaccheri, quando aveva circa diciotto anni. Nel 1921 lasciò l'insegnamento per lavorare al Quaker Centre di Vienna dove ha fondato e gestito dei circoli giovanili. Le piaceva cantare con i giovani, il suo lavoro in questi centri le ha dato una buona padronanza della lingua tedesca oltre la creazione di una rete di numerosi contatti. I Quaker International Centres erano stati concepiti da Carl Heath nel 1916 e otto di essi furono istituiti in tutta Europa dopo la prima guerra mondiale. Dopo l'esperienza a Vienna, Bracey si trasferì in Germania dove l'inflazione e l'instabilità della Repubblica di Weimar aveva causato grandi difficoltà a livello sociale. Nei centri di Norimberga e poi di Berlino organizzava aiuti alla popolazione, in particolare verso i bambini. La fornitura di cibo ai poveri e agli affamati era conosciuta come Quäkerspeisung, l'alimentazione dei quaccheri, e ha reso così importanti i quaccheri agli occhi della comunità tedesca che ha consentito loro di aiutare i rifugiati durante il periodo nazista.
Nel 1929 divenne segretaria amministrativa del Comitato Germania e Olanda nella Friends House, il quartier generale dei quaccheri a Londra, e responsabile delle operazioni di soccorso in Germania e nei Paesi Bassi. Nel 1933, prese il comando del Comitato di emergenza tedesco appena formato e questo fu in seguito ribattezzato Comitato degli amici per i rifugiati e gli stranieri. Man mano che il lavoro si espandeva, il suo staff alla Friends House crebbe da un singolo assistente a 59 assistenti sociali nel 1938 e, data la mole di rifugiati da sistemare, si riversarono nella vicina Drayton House.
Ha aiutato a fondare la Stoatley Rough School per rifugiati tedeschi ad Haslemere in Inghilterra. Tutto iniziò quando Hilde Lion contattò il Comitato di emergenza tedesco nel 1933 con l'intenzione di creare una scuola per aiutare i bambini tedeschi ad adattarsi all'istruzione britannica. Bracey ha presieduto il consiglio di amministrazione dal 1938 al 1945 e ha continuato come preside della scuola fino al 1960.
Nel 1934, aiutò a fondare una scuola per bambini ebrei tedeschi nel castello di Eerde nei Paesi Bassi.

## IlKindertransport
Bracey aveva capito la minaccia per gli ebrei in Germania già nel 1933, dopo che Hitler divenne Cancelliere e il partito nazista prese il controllo politico, "Le parole non sono adeguate per raccontare l'angoscia di alcuni dei miei amici ebrei". Dopo il grande pogrom della Kristallnacht nel 1938, visitò Berlino e fece poi parte della delegazione che incontrò il Ministro degli Interni britannico Sir Samuel Hoare per convincerlo ad accelerare l'accettazione dei bambini ebrei come rifugiati dalla Germania. Ha poi guidato il gruppo quacchero che faceva parte del Movimento per la cura dei bambini dalla Germania. Inizialmente avevano sede nella Friends House ma diventò presto sovraffollata e così è stato acquistato il Palace Hotel in Bloomsbury Street per diventare la Bloomsbury House, un centro in cui tutte le organizzazioni per i rifugiati potessero lavorare insieme.
Bracey divenne segretario del Consiglio inter-ecclesiale per i rifugiati tedeschi e guidò una squadra di 80 assistenti sociali quaccheri al terzo piano. Durante la guerra assunse ulteriori incarichi: nel 1940, dopo la caduta della Francia causò preoccupazione per il rischio e per la sicurezza di avere rifugiati tedeschi in Gran Bretagna con conseguente internamento, ha guidato il Dipartimento Centrale per i Rifugiati Internati che ha affrontato le questioni pratiche e umanitarie derivanti da questa politica. Alla fine della guerra, stava ancora salvando i bambini. Ad esempio, nel 1945, fece in modo che la RAF trasportasse 300 orfani dal campo di concentramento di Theresienstadt nel centro di accoglienza di Windermere.

## Il dopoguerra
All'indomani della guerra, c'era il problema dei molti sfollati e si unì alla Commissione di controllo alleata per la gestione dei rifugiati in Germania. In seguito è stata nominata responsabile degli affari delle donne nelle zone di occupazione americane e britanniche. Si ritirò poi da questo incarico nel 1953, avendo raggiunto l'età di 60 anni.
Negli anni '60 si trasferì in un appartamento a Langton Green, vicino a Tunbridge Wells, nel palazzo accanto a sua sorella Emily. Successivamente si trasferì a East House ad Adderbury, vicino a Banbury, dove terminò i suoi giorni. A novant'anni soffriva di un tremore, si sospettò del morbo di Parkinson, anche se in realtà non lo era. Rimase allegra, vigile e fonte di ispirazione per gli altri.
Durante una visita nei suoi ultimi anni, raccontò al suo pronipote, Nick Bamford, la storia di come portava i documenti falsi agli ebrei che aiutava a fuggire dalla Germania negli anni '30. Sapendo che se fosse stata scoperta con questi sarebbe stata arrestata e coinvolta in guai seri, la sua strategia era quella di interpretare il ruolo di una maestra di mezza età un po' stupida avvicinandosi a ogni uomo in uniforme e chiedendo "Devo mostrarti i documenti?"; in questo modo veniva allontanata velocemente e così poteva portare a termine la sua missione.

## Premi e commemorazioni
Nel 1942 ricevette l'Ordine dell'Impero Britannico (OBE) per i suoi servizi ai rifugiati. Nel 1999 le è stata dedicata una rosa al Beth Shalom Holocaust Centre. Nel 2010, è stata riconosciuta come Eroe britannico dell'Olocausto dal Primo Ministro Gordon Brown.
Naomi Blake, che era lei stessa una sopravvissuta ad Auschwitz, scolpì una statua dedicata a Bertha Bracey ed è ora esposta nella Friends House. L'iscrizione recita

## Pubblicazioni
- Bertha Bracey, Europe's Displaced Persons and the Problems of Relocation, in International Affairs, vol. 20, n. 2, Royal Institute of International Affairs, 1944,  pp. 225-243, DOI:10.2307/3018099, JSTOR 3018099.